# Клугманн, Джеймс
Джеймс Клугманн (англ. James Klugmann, при рождении Норман Джон Клугман, англ. Norman John Klugman; 27 декабря 1912, Лондон — 1977) — британский журналист. Известен как автор первых двух томов официальной истории Коммунистической партии Великобритании.

## Биография
Родился в семье преуспевающего еврея-торговца. Член Компартии Великобритании с 1933 года, входил в её исполком.
Учился в Тринити-колледже Кембриджа, был видным активистом компартии..
С 1935 года секретарь Всемирной студенческой ассоциации (Париж).
Служил в армии с 1940 года. Вскоре был переведён в Управление специальных операций и отправлен разведчиком в югославский отдел в Каире. Клугманн пришёл к выводу, что партизаны Тито уничтожали немцев в намного большем количестве и эффективнее, чем четники Михаиловича, хотя последние преобладали в количестве и получали помощь от британцев. Настойчивые доклады Клугманна сыграли свою роль в том, что поддержка западных союзников была переведена от четников к партизанам. Несмотря на это, после войны он выступил автором книги «От Троцкого к Тито», в которой оправдывал сталинскую политику против коммунистов Югославии.
К августу 1945 года возвратился в Лондон.
В 1957—1977 годах редактор «Marxism Today».
Его сестра Китти была замужем за марксистским философом Морисом Корнфортом.

## Книги
- The History of the Communist Party of Great Britain: Formative and Early Years 1919—1924 (Vol. 1) ISBN 0-85315-372-8
- The History of the Communist Party of Great Britain: The General Strike 1925—26 (Vol. 2) ISBN 0-85315-374-4